# Rick Lazio
Enrico Anthony Lazio ( /ˈlæzi.oʊ/ ; nacido el 13 de marzo de 1958) es un ex congresista de los Estados Unidos por Nueva York durante cuatro mandatos. Lazio se hizo conocido durante su candidatura al Senado de los Estados Unidos en las elecciones al Senado de 2000 en Nueva York, en las que finalmente fue derrotado por Hillary Rodham Clinton. Lazio también se postuló sin éxito para la nominación a gobernador del Partido Republicano por Nueva York en 2010.

## Primeros años, educación y carrera
Lazio nació en Amityville, Nueva York, en el condado de Suffolk, en Long Island. Es hijo de Olive (de soltera Christensen) y Anthony Lazio, propietario de una tienda de repuestos para automóviles. Su padre era de ascendencia italiana y sus abuelos maternos eran inmigrantes daneses. Se graduó de West Islip High School en 1976. Recibió su A.B. del Vassar College en 1980 y recibió su Juris Doctor del Washington College of Law en la Universidad Americana.
Antes de ser elegido para el Congreso, Lazio fue nombrado asistente ejecutivo del fiscal de distrito para el condado de Suffolk en 1987, y sirvió en la legislatura del condado de Suffolk de 1990 a 1993.

## Congresista de los Estados Unidos
Lazio representó al segundo distrito congresional de Nueva York como republicano. Fue elegido por primera vez en 1992, derrotando al titular, Thomas Downey, que había servido durante dieciocho años. Lazio cumplió cuatro mandatos entre 1993 y 2001.
En el Congreso, Lazio sirvió como Coordinador Adjunto de la Mayoría, Asistente del Líder de la Mayoría, y Presidente del Subcomité de Banca del Congreso en temas de Vivienda y Oportunidad Comunitaria. Fue "ampliamente visto como el moderado más influyente en un liderazgo dominado por conservadores". Desde sus primeros días en el Congreso, Lazio hizo del tema de vivienda una de sus principales agendas. Como líder del subcomité de vivienda, redactó la Ley de Responsabilidad Laboral y Vivienda de Calidad de 1998, la pieza más importante de reforma de la vivienda en 60 años. Cuando el presidente Clinton lo convirtió en ley, dijo que "hizo realidad una reforma histórica de la vivienda". Los logros legislativos de Lazio en el área de la vivienda también incluyeron la Ley de Autodeterminación y Asistencia para la Vivienda de los Nativos Americanos (NAHASDA). Promulgada como ley en 1996, NAHASDA brinda asistencia de vivienda a las comunidades nativas americanas. También creó una nueva división de HUD, que combinó varios programas preexistentes en un solo programa de subvenciones en bloque comprometido con la tarea de la vivienda tribal.
Fuera del tema de vivienda, Lazio introdujo la Ley de Entrafa para Trabajar y Mejora de Incentivos Laborales de 1999, que permitió a los estadounidenses con discapacidades ingresar a la fuerza laboral mientras mantenían su seguro médico. Esa legislación también se aprobó y se convirtió en ley.
Durante su tiempo en el Congreso, Lazio defendió el caso para otorgar una Medalla de Honor del Congreso póstuma al presidente Theodore Roosevelt por su cargo en San Juan Hill en la guerra hispanoamericana. El Congreso finalmente aprobó una legislación pidiendo al presidente que otorgara el honor, y el presidente Clinton entregó la medalla en enero de 2001. Lazio también patrocinó la Ley de Violación de las Libertades Civiles Italiano Estadounidenses en Tiempo de Guerra, que, después de ser aprobada y promulgada en 2000, ordenó al fiscal general de los Estados Unidos que revisara el internamiento de ciudadanos italianos por parte del gobierno durante la Segunda Guerra Mundial. Además de su puesto en el Comité de Servicios Financieros, Lazio también sirvió en el Comité de Energía y Comercio de la Cámara de Representantes y en la Comisión Presidencial sobre Activos del Holocausto en los Estados Unidos.

## Campaña al Senado de los Estados Unidos de 2000
En 2000, Lazio se postuló para el Senado de Estados Unidos desde Nueva York y fue derrotado por Hillary Clinton en la carrera para suceder a Daniel Patrick Moynihan. Su entrada relativamente tardía a la carrera (cinco meses antes del día de las elecciones) siguió a la decisión del alcalde de la ciudad de Nueva York, Rudolph Giuliani, de retirarse de la carrera por el Senado. Lazio anunció su candidatura al Senado en los cinco principales programas de entrevistas de los domingos por la mañana el mismo día, lo que lo convirtió en la segunda persona con el récord de completar lo que se conoce como la "Gran Ginsburg".
Durante la campaña senatorial, la SEC le pidió a Lazio que presentara documentos relacionados con su negociación de opciones financieras sobre acciones en la corredora con descuento Quick & Reilly, una división de FleetBoston Financial. Después de que Lazio respondió a la investigación, la SEC no tomó más medidas.[cita requerida]
La carrera entre Lazio y Hillary Clinton se convirtió en la campaña del Senado más cara jamás realizada en ese momento. En un debate del 13 de septiembre de 2000, Lazio abandonó su podio y le pidió a Clinton que firmara un documento en el que afirmaba el compromiso de abstenerse de beneficiarse del "dinero blando". Clinton se negó. Años más tarde, Lazio reconoció haber lamentado el estilo con el que planteó su punto, pero sostuvo que "[en] sustancia, tenía razón".
Lazio había cedido su escaño en la Cámara para postularse para el Senado. Tras su derrota en la elección del Senado, se convirtió en director ejecutivo del Foro de Servicios Financieros y, más tarde, en director gerente de activos reales globales de JPMorgan.

## Campaña para gobernador de Nueva York de 2010
Lazio declaró su candidatura a gobernador de Nueva York en la ciudad de Nueva York el 21 de septiembre de 2009 e hizo un anuncio formal en Albany, Nueva York al día siguiente.
El 2 de junio de 2010, Lazio recibió la designación del Partido Republicano del Estado de Nueva York para postularse para gobernador, pero Carl Paladino, un candidato respaldado por el movimiento Tea Party, solicitó su entrada en la boleta y derrotó a Lazio en la primaria republicana para gobernador el 14 de septiembre de 2010. El 27 de septiembre, Lazio, que había ganado las primarias del Partido Conservador, confirmó que abandonaría su candidatura a gobernador al aceptar una nominación de candidato en papel para un puesto judicial en el Bronx que no esperaba ganar.

## Práctica jurídica privada

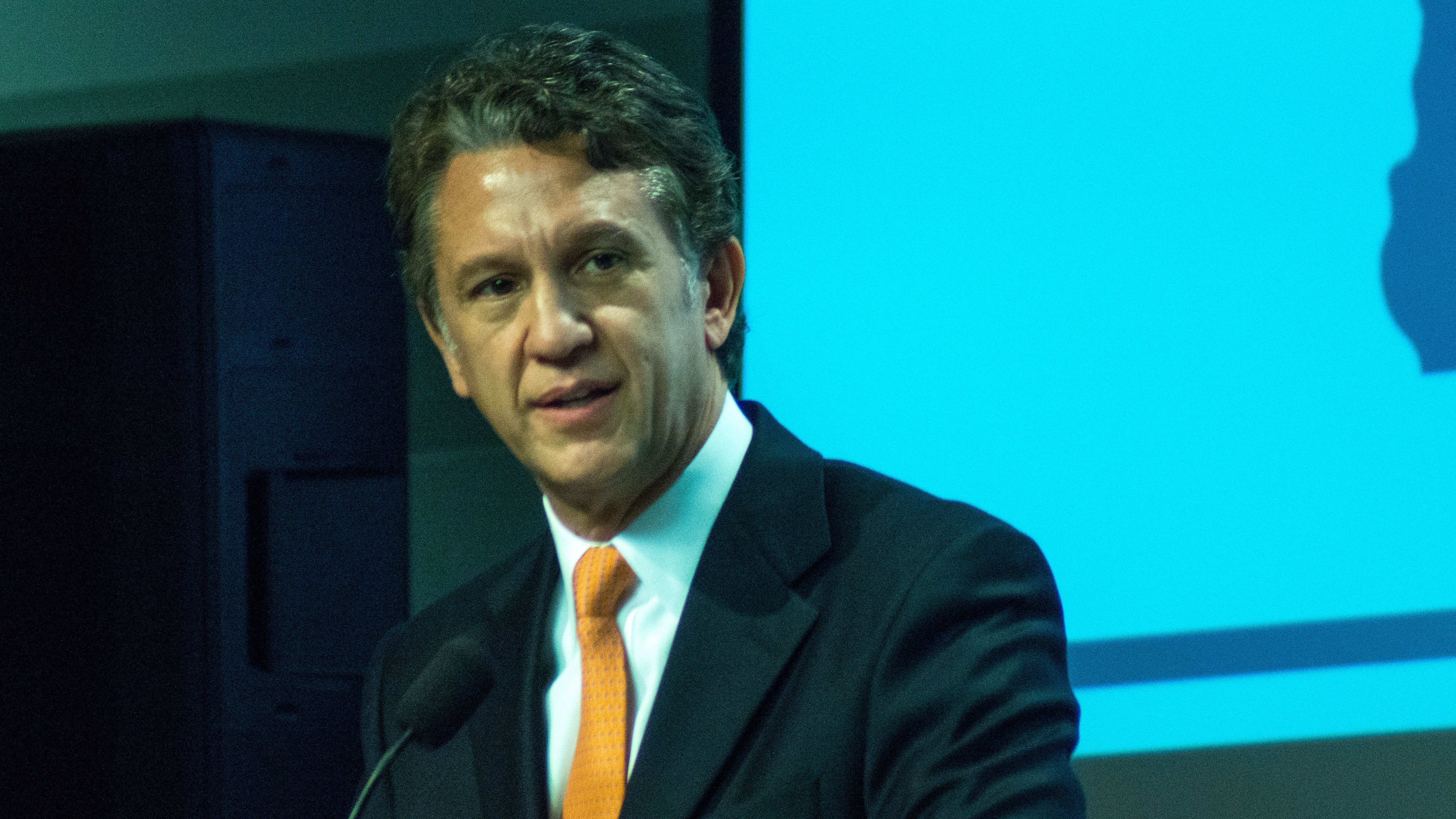
Lazio en 2015

Desde 2012, Lazio ha dirigido la oficina de Nueva York y el grupo de práctica de financiamiento de vivienda nacional de Jones Walker LLP, un bufete de abogados de 400 abogados con sede en Nueva Orleans, Luisiana. Es miembro del comité ejecutivo de la J. Ronald Terwilliger Foundation for Housing America's Families, y del consejo de administración de Enterprise Community Partners.
Continúa escribiendo frecuentemente sobre temas de política pública y hace apariciones en programas nacionales de televisión por cable y radiodifusión. Anteriormente se desempeñó como anfitrión invitado de The O'Reilly Factor y Hannity .[cita requerida]

## Historia electoral
| Elecciones al Senado de los Estados Unidos por Nueva York, 2000 | Elecciones al Senado de los Estados Unidos por Nueva York, 2000 | Elecciones al Senado de los Estados Unidos por Nueva York, 2000 | Elecciones al Senado de los Estados Unidos por Nueva York, 2000 | Elecciones al Senado de los Estados Unidos por Nueva York, 2000 | Elecciones al Senado de los Estados Unidos por Nueva York, 2000 |
| Partido                                                         | Partido                                                         | Candidato/a                                                     | Votos                                                           | %                                                               | ±%                                                              |
| --------------------------------------------------------------- | --------------------------------------------------------------- | --------------------------------------------------------------- | --------------------------------------------------------------- | --------------------------------------------------------------- | --------------------------------------------------------------- |
|                                                                 | Demócrata                                                       | Hillary Clinton                                                 | 3 562 415                                                       |                                                                 |                                                                 |
|                                                                 | Familias Trabajadoras                                           | Hillary Clinton                                                 | 102 094                                                         |                                                                 |                                                                 |
|                                                                 | Liberal                                                         | Hillary Clinton                                                 | 82 801                                                          |                                                                 |                                                                 |
|                                                                 | total                                                           | Hillary Clinton                                                 | 3 747 310                                                       | 55,27                                                           | +0,02                                                           |
|                                                                 | Republicano                                                     | Rick Lazio                                                      | 2 724 589                                                       |                                                                 |                                                                 |
|                                                                 | Conservador                                                     | Rick Lazio                                                      | 191 141                                                         |                                                                 |                                                                 |
|                                                                 | total                                                           | Rick Lazio                                                      | 2 915 730                                                       | 43,01                                                           | +1,5                                                            |
|                                                                 | Independencia                                                   | Jeffrey Graham                                                  | 43 181                                                          | 0,64                                                            | -0,08                                                           |
|                                                                 | Verde                                                           | Mark Dunau                                                      | 40 991                                                          | 0,60                                                            |                                                                 |
|                                                                 | Derecho a la vida                                               | John Adefope                                                    | 21 439                                                          | 0,32                                                            | -1,68                                                           |
|                                                                 | Libertario                                                      | John Clifton                                                    | 4734                                                            | 0,07                                                            | -0,31                                                           |
|                                                                 | De la Constitución                                              | Louis Wein                                                      | 3414                                                            | 0,05                                                            |                                                                 |
|                                                                 | Socialista Obrero                                               | Jacob Perasso                                                   | 3040                                                            | 0,04                                                            | -0,27                                                           |
|                                                                 | En blanco/dispersos                                             |                                                                 | 179 823                                                         |                                                                 |                                                                 |
| Margen de victoria                                              | Margen de victoria                                              | Margen de victoria                                              | 831 580                                                         | 12,27%                                                          |                                                                 |
| Participación                                                   | Participación                                                   | Participación                                                   | 6 779 839                                                       |                                                                 |                                                                 |
|                                                                 | Control demócrata                                               | Control demócrata                                               | Variación                                                       | 0,02%                                                           |                                                                 |